# Рогачёв, Дмитрий Васильевич
Дми́трий Васи́льевич Рогачёв (19 ноября) 1975, Ворошиловград — 18 сентября 2011, Бишкек) — русский писатель, переводчик, член Союза писателей России, лауреат Большой Литературной премии России за 2008 год за роман «Москва-Сталинград».

## Биография
Родился в городе Луганске (тогда Ворошиловград).
По окончании исторического факультета Луганского педагогического университета имени Т. Г. Шевченко по специальности «история-английский язык и литература» в 1997 году, переехал в Москву. Работая переводчиком в различных организациях, параллельно занимался литературным трудом. В это время были написаны такие рассказы как «Один день из жизни», «Раскаты грома и Беатрисса Роне», «Красно-белый вечер в Луже», и другие.
В 2003 году Дмитрий Рогачёв взялся за написание масштабного романа под названием «Пустослов». Само название — скрытая цитата из Деяний Апостолов 17:18, где греческие философы, столкнувшись с проповедью святого апостола Павла, лишь вопрошали: «Что хочет сказать этот суеслов?».. Роман был написан за три года. В это время автору пришлось оставить работу переводчика, чтобы отдавать всё время своему произведению. Значительная его часть была написана в Москве и Луганске, а остальное — в Ялте.
В 2006 году Дмитрий Рогачёв возвращается в Москву для публикации своего романа, состоящего из нескольких самостоятельных частей. Одна из таких частей, под названием «Москва-Сталинград», выходит в «Роман-журнале XXI век». Так описывает встречу с молодым писателем Марина Ганичева, секретарь Союза писателей России:
М. В. Ганичева
Этого нам никогда не забыть. Литература, литературное произведение стало фактом жизни великого города, фактом жизни страны… 
Как это было. Молодой тридцатилетний автор, Дмитрий Рогачёв, о котором мы не знали и не ведали, зашел два года назад в редакцию, принес рукопись на диске и спросил, можно ли сдать рукопись в редакцию.
– А что это? 
– Роман – сказал гость в очках и покраснел. 
– О чём? 
– О матче между Московским «Спартаком» и Сталинградским «Динамо» в 1943 году, сразу после Сталинградской битвы, 2 мая…
– Большой? 
– 200 страниц… 
– Мы, молодой человек, страницами не считаем, а считаем авторскими листами. Вот так. А в одном авторском листе 40 тысяч знаков, запомните, это смотрится в «статистике», знаки с пробелами. И вообще, кто это вам будет читать с экрана компьютера 20 листов рукописи, надо распечатку… 
Молодой человек ещё раз покраснел, но уже слегка, сжал губы и, блеснув очками, сказал, что занесет…
Через пару дней, когда я сидела за компьютером, он зашел и отдал распечатку, я даже не рассмотрела его как следует, где уж в редакции долго возиться с авторами «с улицы», своих привычных хватает, чтобы уважить, напоить чаем, некогда работу работать…
Автор позвонил, кажется, один раз, но было еще не время читать, пока дойдут руки, потом он больше не звонил. Рукопись называлась странно «Москва-Сталинград». Еще подумалось, что может знать о Сталинграде такой молодой человек…
Прошел год. Автор не звонит, редактор не читает. Это закон ко всем авторам, кроме классиков… Чего читать, если автор сам не интересуется судьбой своего детища. Да и по опыту знаешь, что редко когда «с улицы» или, как у нас называется, самотеком прейдет что-то стоящее. Так прошел год… Разбирая завалы рукописей на столе, мой взгляд остановился на этом странном названии «Москва-Сталинград». Надо же… Присела и начала читать, да так и не смогла оторваться… Вроде бы все простенько, но прочиталось взахлеб, повеяло какой-то военной весной, надеждой, победой, опять хотелось плакать и восхищаться красотой тех людей, которые жили тогда. И как это молодому человеку удалось… написать такую «чистую» и точную вещь, точную по своим чувствам, психологии того времени…
За этот роман Рогачёв удостаивается Большой литературной премии за 2008 год и становится членом Союза писателей России. В романе описаны события мая 1943 года, когда в разрушенном городе-герое Сталинграде состоялся футбольный матч между местной командой «Динамо» и московским «Спартаком». В апреле 2008 года, в рамках празднования 65-летия освобождения города, прошла презентация книги, после которой состоялся футбольный матч ветеранов. В этом матче приняли участие прославленные спартаковские ветераны Георгий Ярцев, Вагиз Хидиятуллин, Юрий Гаврилов и другие. Дмитрий Рогачёв, будучи давним поклонником московского Спартака, тепло пообщался с прославленными спортсменами и сфотографировался с Юрием Гавриловым, у которого он, ещё будучи мальчишкой, когда-то брал автограф после матча с ворошиловградской «Зарёй», — первым чемпионом СССР по футболу из провинциального города, не из числа республиканских столиц.
В мае 2010 года, во время празднования 65-летия Великой Победы, Дмитрий Рогачёв и поэт Егор Исаев, как представители разных поколений русских литераторов, были приглашены в студию канала Россия24, чтобы принять участие в обсуждении уроков и наследия этой войны.
Дмитрий Рогачёв продолжает работать и пишет повести «Ингеборга» и «Город потухших ангелов», а также несколько рассказов-историй для задуманной серии о странах, из которых складывался особый, авторский географический атлас. Эти произведения остаются пока неопубликованными.
18 сентября 2011 года, в результате трагической случайности, Дмитрий Рогачёв погиб на мосту через реку Аламедин недалеко от столицы Кыргызстана, Бишкека.

## Семья
- Отец — Рогачёв, Василий Пантелеймонович.
- Мать — Тамара Петровна Листова.